# Dauylpaz
Un Dauylpaz (kazajo : дауылпаз) es un instrumento de percusión utilizado por los kazajos. Este instrumento, parecido a un tambor, se utilizaba originalmente para transmitir señales durante las batallas, y posteriormente se convirtió en algo habitual en la cultura kazaja. El instrumento dejó de utilizarse de forma generalizada en el siglo XX.

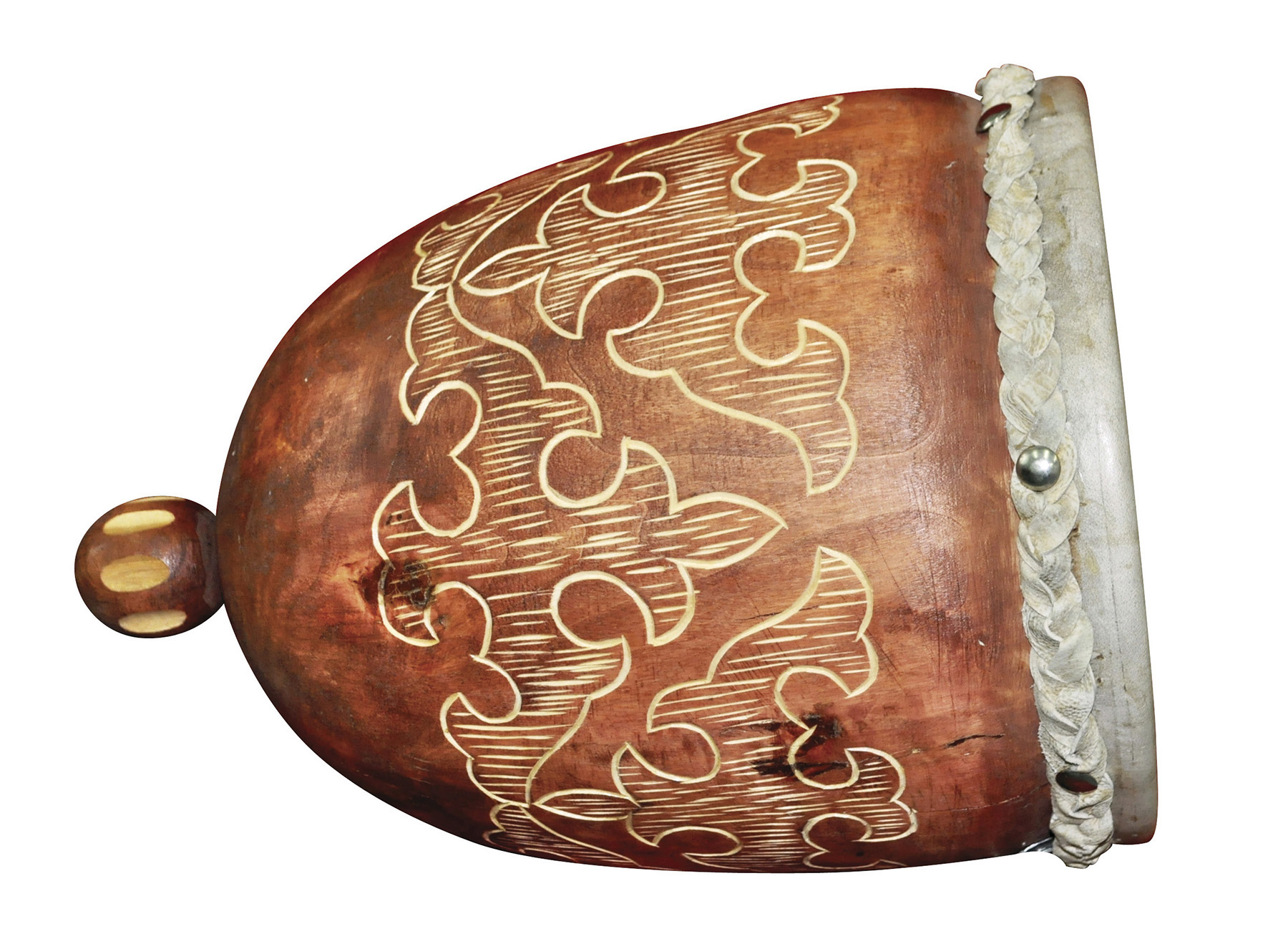
Dauylpaz (pequeño)

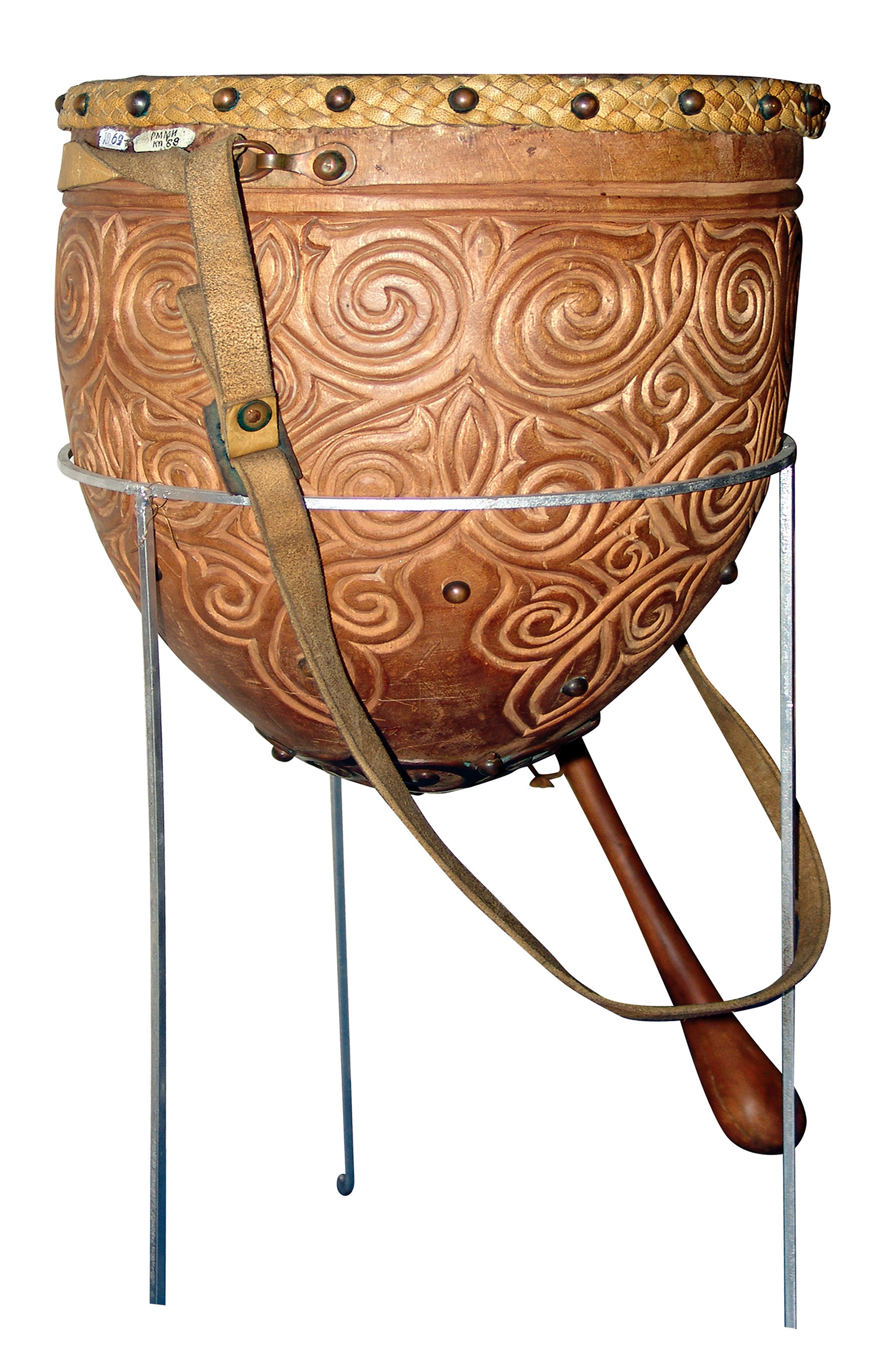
Dauylpaz (Grande)

## Descripción

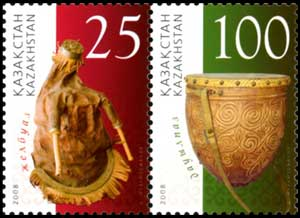
Sello emitido por el gobierno de Kazajistán en 2008. La imagen de la derecha muestra un dauylpaz

El dauylpaz es un antiguo instrumento musical con forma de caldera. Uno de los extremos del tambor es un espacio abierto con cuero burlado que se extiende a lo largo de la base más grande, en forma de cuenco. El instrumento se toca con un palo o mazo y se lleva en un cinturón.
El pueblo turco kazajo, que fue un pueblo nómada durante una gran parte de su historia, luchó ocasionalmente entre sí o contra los pueblos vecinos. Para comunicarse en la batalla, se utilizaban multitud de señales, entre ellas los tambores. Los tambores también desempeñaban un papel importante en la sociedad kazaja, donde se utilizaban para señalar una próxima cacería, cuando la tribu se preparaba para emigrar, y en las ceremonias religiosas. Estas ceremonias religiosas kazajas, supervisadas por chamanes, se celebraban para festejar nacimientos, muertes, matrimonios y otros acontecimientos; los rituales se acompañaban de danzas y música elaborada con diversos instrumentos de cuerda o percusión. Algunos instrumentos se utilizaban en determinados rituales, y los dauylpaz se utilizaban en los rituales relacionados con la guerra o la caza. En particular, los dauylpaz se utilizaban en una danza ritual (descrita como el "Kusbegi-dauylpaz", o "pájaro cazador de guerreros") que suponía un guerrero bailando con un pájaro de caza, ya que los cazadores kazajos practicaban la cetrería con águilas para cazar presas en las planas estepas de Asia Central.
Las Guerras Kazajo-Dzungar (libradas entre 1643 y 1756) devastaron a varios pueblos de Asia Central, entre ellos los kazajos. Tras el conflicto, la expansión del Imperio Ruso y de la dinastía Qing provocó el declive del modo de vida kazajo, incluida la tradición musical del pueblo. En el siglo XX, el dauylpaz dejó de ser utilizado por los kazajos. Algunas orquestas utilizan el instrumento.
En 2008, el gobierno de Kazajistán lanzó un sello que representaba un dauylpaz.